# Senjangi metró
A Senjangi metró (egyszerűsített kínai írással: 沈阳地铁, hagyományos kínai írással: 瀋陽地鐵, pinjin: ) Kínában található Senjang városban és vonzáskörzetében. A metróhálózat hossza 2024 áprilisában 163,7 km, a metróvonalak száma 5 és az állomások száma 122 volt. Az első vonal 2010 szeptember 27-én nyílt meg.

## Forgalom
Az utasforgalom az elmúlt években az alábbi módon változott:
| 2017 | 319 100 000 |
| 2019 | 358 580 000 |